# Éric Farro
Pour les articles homonymes, voir Farro (homonymie).
Éric Farro, né le 26 juin 1977, est un footballeur réunionnais, évoluant au poste d'ailier, milieu offensif ou attaquant au sein de l’AJ Petite-Île.

## Biographie

### Parcours en club
Eric découvre l'équipe première lors de la saison 1995 en coupe régionale de France face à l'US Desbassyns. Ses débuts en D1P se fera le 26 mai 1996 contre les Léopards. Lors de la saison 1999, le saint-pierrois sera victime d'une rupture des ligaments croisés qui l'éloignera des terrains pendant un an. En début de saison 2002, Farro fait une courte escapade à la JS Saint-Pierroise et retourne au Tampon en juillet 2002. Lors de la saison 2003-2004, Farro est sur le point de monter du National à la Ligue 2 mais l'ASOA Valence est obligé de déposer le bilan et Farro se retrouve sans club. 
Il retourne alors sur son île natale et évolue dès lors dans le Championnat de la Réunion. Depuis son retour en 2006 c'est le "monsieur un trophée par saison" En effet, il a toujours gagné un titre quel que soit le club où il a évolué. Après trois saisons dans son club formateur, Farro part pour un challenge du côté de la Saint-Pauloise FC en 2010. Deux saisons plus tard en raison de sa situation professionnelle, Eric retourne dans le sud mais signe à la Saint-Louisienne. Il y reste deux saisons également. 
En 2014, il signe chez l'Excelsior, et les trophées sont au rendez-vous. Eric tire un trait sur la D1R en 2016 et s'engage en D2R avec le CO Saint-Pierre.

### Sélections en équipe de la Réunion
Éric Faro évolue dans l'équipe de la Réunion depuis son retour sur l'île en 2005.
Lors de la Coupe de l'Outre-Mer de 2008, il est le capitaine de cette sélection et est un des grands artisans de la victoire de l'équipe de la Réunion. Dans cette compétition, il inscrit deux buts lors de la phase de poule : il ouvre le score face à Mayotte lors de la première journée, et aurait même pu s'offrir un doublé s'il n'avait pas raté son penalty (victoire de la Réunion 6-1 sur Mayotte). Il ouvre également le score face à l'équipe de Guyane (victoire 2-0 de la Réunion).
En 2010, il est présent lors de la deuxième édition et la Réunion perd aux tirs au but contre la Martinique. L'année suivante, Farro prend part aux jeux des îles et remporte la médaille de bronze. La troisième édition de la Coupe de l'Outre-Mer est son dernier challenge, qu'il remporte avec brio. Après la finale gagnée contre la Martinique, il annonce qu'il met un terme à sa carrière internationale.

## En club

### USST
- 1998 : Vainqueur de la  Coupe régionale de France
- 1999 : Championnat de La Réunion de football 1999 : Champion de la Réunion
- 2000 : Vainqueur de la Coupe de la Réunion
- 2003 : Championnat de La Réunion de football 2003 : Champion de la Réunion

### ASOA Valence
- 2005 : Vice champion de National

### USST
- 2006 : Championnat de La Réunion de football 2006 : Champion de la Réunion
- 2006 : Vainqueur de la  Coupe régionale de France
- 2007 : Championnat de La Réunion de football 2007 : Champion de la Réunion
- 2008 : Vainqueur du trophée des champions de la Réunion
- 2008 : Vainqueur de la Coupe de la Réunion
- 2009 : Championnat de La Réunion de football 2009 : Champion de la Réunion
- 2009 : Vainqueur de la Coupe de la Réunion

### Saint-Pauloise FC
- 2010 : Vainqueur de la  Coupe régionale de France
- 2011 : Championnat de La Réunion de football 2011 : Champion de la Réunion
- 2011 : Vainqueur de la Coupe de la Réunion

### AS Saint-Louisienne
- 2012 : Championnat de La Réunion de football 2012 : Champion de la Réunion
- 2013 : Vainqueur de la Coupe de la Réunion

### AS Excelsior
- 2014 : Vainqueur de la Coupe de la Réunion
- 2014 : Vainqueur de la  Coupe régionale de France
- 2015 : Vainqueur de la  Coupe régionale de France
- 2015 : Vainqueur de la Coupe de la Réunion

### Équipe de La Réunion de football
- 2007 : Médaille d'Or aux Jeux des Îles de l'océan Indien 2007
- 2008 : Vainqueur de la Coupe de l'Outre-Mer
- 2009 : Vainqueur de la Coupe des Ligues Régionales
- 2011 : Médaille de Bronze aux Jeux des Îles de l'océan Indien 2011
- 2012 : Vainqueur de la Coupe de l'Outre-Mer
- 2012 : Vainqueur de la Coupe des Ligues Régionales